# Vildlins
Vildlins (Vicia lentoides) är en växtart i släktet vickrar och familjen ärtväxter.
Arten växer naturligt kring Medelhavet och i västra Asien till Kaukasus. Den förekommer tillfälligt i Sverige, men reproducerar sig inte.